# Арне Гарборг
Арне Гарборг (норв. Aadne Eivindsson Garborg; Ундхајм, 25. јануар 1851 — 14. јануар 1924) био је норвешки писац и интелектуалац. Углавном је своја дела писао на ниношку, другом стандардном писаном језику у Норвешкој поред букмола. Писао је романе, чланке, есеје, поезију, бавио се превођењем и залагао се за развој ниношка.
Шест пута је номинован за Нобелову награду за књижевност.

## Биографија
Арне Гарборг је рођен 25. јануара 1851. године на фарми Гарборг, недалеко од Ундхајма у општини Тиме у округу Рогаланд. Овде је одрастао заједно са родитељима и осморо браће и сестара. Арне се одрекао очевог имања, а Арнеов отац је извршио самоубиство 1870. године као резултат пренапрегнуте верске савести погоршане синовим одбијањем наследства. То је учинило младог Гарборга непријатељем религије и нарочито пијетистичког наслеђа. За Гарборга је хришћанство значило друштвену и духовну револуцију. Касније се још више окренуо левичарским идејама и занимао се за социјализам, анархизам и слободну љубав, мада је критиковао те идеје када би се приближавале догми.
Гарборг је похађао учитељску вишу школу у Холту и неко време је радио као наставник. 
Иако ће касније постати познати писац, Гарборг се у почетку бавио новинарством и тиме је зарађивао за живот. Он је 1872. године покренуо лист Tvedestrandsposten, а 1877. Fedraheimen чији је био уредник све до 1892. 1880−их је такође био новинар у Дагбладеу (Dagbladet). Заједно са Расмусом Стеинсвиком је 1894. године покренуо лист Den 17de Mai, који ће 1935. променити име у Norsk Tidend. Између 1908. и 1916. учествовао је у објављивању часописа Retfærd. 
Арне Гарборг се 1887. године оженио Хулдом Бергерсен и неко време су живели у колиби Колботн поред језера Савален у Естердалу. 1897. су се преселили у Аскер, који им је био дом наредних деценија. 

## Књижевни рад
Арне Гарборг је својим другим романом, Студенти сељаци (Bondestudentar), стекао позицију једног од великих писаца свог времена. У овом роману Гарборг је приказао културни сукоб између села и града кроз борбу и морално пропадање студента са села који студира у главном граду. Натуралистички приступ је развио у роману из 1890. године, Код мајке (Hjaa ho mor), као и у каснијим делима. 
Гарборгово ремек-дело је песнички циклус Хаугтуса, који приказује веру младе девојке у натприродно и њену прву љубав. Познати норвешки композитор Едвард Григ прочитао је овај песнички циклус у мају 1895. године и био толико инспирисан да је у року од месец дана искомпоновао дванаест песама од којих је четири одбацио.
Роман Уморни људи (Trætte mænd) из 1891. године говори о декаденцији европског друштва крајем 19. века, а роман Мир (Fred) говори о верским уверењима и економским потешкоћама норвешког сељака. Гарборг је такође превео Одисеју на норвешки језик.

## Дела

### Романи
- Ein Fritenkjar 1878.
- Студенти сељаци (Bondestudentar) 1883.
- Mannfolk 1886.
- Код мајке (Hjaa ho Mor) 1890.
- Уморни људи (Trætte Mænd) 1891.
- Мир (Fred) 1892.
- Изгубљени отац (Den burtkomne Faderen) 1899.

### Збирке песама
- Хаугтуса (Haugtussa) 1895.
- У Хелхајму (I Helheim) 1901.

### Драме
- Непомирљиви (Uforsonlige) 1888.
- Наставник (Læraren) 1896.

### Остала дела
- Smaa-stubber af Alf Buestreng 1873.
- Критика Ибзеновог дела Цар и Галилејац (Keiser og Galilæer) 1873
- Den ny-norske Sprog- og Nationalitetsbevægelse 1877.
- Псалм Боже, благослови земљу Норвешку (Gud signe Noregs land) 1878.
- Kvinnestudentar 1882.
- Forteljingar og Sogar 1884.
- Писма Kolbotnbrev 1890.
- Jonas Lie. En Udviklingshistorie 1893.
- Писма Knudahei-brev 1904.
- Jesus Messias 1906.
- Превод Одисеје 1918.
- Дневник Dagbok 1905-1923, постхумно 1925–1927.
- Tankar og utsyn, постхумно 1950.
- Han Lars i Lia 1883